# Потомци (ТВ серија)
Потомци (енгл. Legacies) америчка је фантастична и драмска телевизијска серија чија је ауторка Џули Плек за The CW. Спиноф је серије Првобитни, а садржи ликове из те серије и њеног претходника, Вампирски дневници. Данијела Роуз Расел глуми 17-годишњу Хоуп Мајклсон, понављајући своју улогу из пете и финалне сезоне серије Првобитни. Мет Дејвис понавља своју улогу Аларика Залцамана из серије Вампирски дневници. Трећа сезона премијерно је приказана 21. јануара 2021. године. У фебруару 2021. The CW је обновио серију за четврту сезону, која је премијерно приказана 14. октобра 2021. године. У мају 2022. објављено је да је четврта сезона финална.
У Србији је серију премијерно приказивао HBO 3 од 8. јануара 2019. до 19. јуна 2022, док репризе приказује Sci Fi од 11. маја 2021. године. Целокупна серија објављена је 8. марта 2022. за HBO Max.

## Радња
Серија прати Хоуп Мајклсон, ћерку Клауса Мајклсона и Хејли Маршал, која је потомак најмоћнијих вампира, вукодлака и вештица. Две године након догађаја из серије Првобитни, 17-годишња Хоуп иде у Салватор школу за младе и надарене. Школа представља рај, где натприродна бића могу научити како да контролишу своје моћи и импулсе.

## Улоге
- Данијела Роуз Расел као Хоуп Мајклсон: сироче и ученица Салватор школе за младе и надарене која је потомак најмоћнијих крвних лоза вампира, вукодлака и вештица преко својих родитеља, Клауса Мајклсона и Хејли Маршал. Представљена је у серији Првобитни.[3]
- Арија Шахгасеми као Ландон Кирби: Рафаелов полубрат и Хоупин стари познаник који на крају постаје њен дечко и ученик школе Салватор. У почетку се мислило да је човек, док се затим сумња да је натприродно биће, а касније открива да је феникс. Представљен је у серији Првобитни.[4][5]
- Кејли Брајант као Џози Залцман: вештица и ученица школе Салватор. Аларикова је 15-годишња ћерка, Лизина близнакиња, а име је добила по својој биолошкој мајци, Жозет „Џо” Лафлин из моћног клана Близанаца. Џози поштује своју сестру Лизи и има мањак самопоуздања. Представљена је у серији Вампирски дневници.[6][7]
- Џени Бојд као Лизи Залцман: вештица и ученица школе Салватор. Аларикова је 15-годишња ћерка, Џозина близнакиња, а име је добила по Елизабет Форбс, покојној сурогат-мајци близнакиња, Керолајн Форбс. Лизи је нарцисоидна и склона емоционалним падовима. Представљена је у серији Вампирски дневници.[6][7]
- Квинси Фауз као Ем-Џи: доброћудни вампир који ради као Алариков помоћник и пријатељски је са близнакињама Залцман.[6][7]
- Пејтон Алекс Смит као Рафаел (1—3. сезона; специјална гостујућа улога у 4. сезони): недавно преображени вукодлак и Ландонов усвојени брат. Након што је проживео насилно детињство у хранитељском систему, постаје ученик школе Салватор.[8][7]
- Мет Дејвис као Аларик Залцман: Џозин и Лизиин отац и директор школе Салватор. Дејвис је описао улогу Аларика у серији као „мешавином Професора Екса и Дамблдора”. Представљен је у серији Вампирски дневници.[3][9]
- Крис Ли као Кејлеб (2—4. сезона; споредна улога у 1—2. сезони): насилни алфа вукодлак у школи, кога Рафаел убрзо замењује као алфа. Касније се спријатељи са осталима и Рафаелом, док престаје са насиљем.
- Бен Левин као Џед (3. сезона—данас; гостујућа улога у 2. сезони): темпераментни и насилни алфа вукодлак у школи, кога Рафаел убрзо замењује као алфа.
- Лео Хауард као Итан (3—4. сезона; гостујућа улога у 2. сезони): ученик средње школе Мистик Фолс и син шерифа Мака. Спријатељи се са Ем-Џијем и заљубљује се у Лизи, што изазива напетост између њега и Ем-Џија.
- Омоно Окође као Клио (4. сезона; споредна улога у 3—4. сезони): вештица и нова ученица у школи Салватор, која постаје Хоупина цимерка. Касније се открива да је била роб Маливора и муза. Придружује се супертиму који се бори против Маливора.

## Епизоде
| Сезона | Сезона | Епизоде | Оригинално емитовање | Оригинално емитовање | Оригинално емитовање | Емитовање у Србији | Емитовање у Србији | Емитовање у Србији |
| Сезона | Сезона | Епизоде | Премијера            | Финале               | Мрежа                | Премијера          | Финале             | Мрежа              |
| ------ | ------ | ------- | -------------------- | -------------------- | -------------------- | ------------------ | ------------------ | ------------------ |
|        | 1.     | 16      | 25. октобар 2018.    | 28. март 2019.       |                      | 8. јануар 2019.    | 23. април 2019.    |                    |
|        | 2.     | 16      | 10. октобар 2019.    | 26. март 2020.       | 7. јануар 2020.      | 21. април 2020.    |                    |                    |
|        | 3.     | 16      | 21. јануар 2021.     | 24. јун 2021.        | 14. март 2021.       | 8. август 2021.    |                    |                    |
|        | 4.     | 20      | 14. октобар 2021.    | 16. јун 2022.        | 12. новембар 2021.   | 19. јун 2022.      |                    |                    |